# 知新報
《知新報》，是澳門第二份中文報紙，創辦於中國維新運動時期，為維新派在華南地區的重要刊物。

## 沿革
《知新報》的出現正值推行維新運動時期，由康有為籌劃出版、梁啟超兼理筆政、何廷光出資、康廣仁則負責具體運作創辦。《知新報》設社址於澳門大井頭四號。原按上海《時務報》模式創辦，初擬為《廣時務報》。及後經梁啟超斟酌後，才定名《知新報》，報頭使用篆書。其辦報宗旨，正如其創刊文章的「知新報緣起」指出：“不慧于目，不聰于耳，不敏于口，曰盲、聾、啞，是謂三病”而“報者，天下之樞鈴，萬民之喉舌也，得之則通，通之則明，明之則勇，勇之則強，強則政舉而國立，敬修而民智。”
《知新報》於1897年2月22日（清光緒二十三年正月二十一）創刊，初為5日刊。自20冊起，改為旬刊。直至1900年2月14日，《知新報》再改為半月刊，每期約60余頁，冊裝。在1898年（清光緒二十四年）的百日維新失敗后，《知新報》仍繼續出版。1899年7月20日，康有為在加拿大創立保救大清皇帝會後，更將《知新報》與《清議報》定為會報。《知新報》延續至1901年1月20日（清光緒二十六年十二月初一日）停刊，前後共133期。

## 內容
《知新報》宣傳變法方針，主要強調廢科舉、興學校、育人才、重科學。其主要欄目分別有：京外近事、政論、上諭恭錄、農學、礦學、工事、商事、路透電音等。《知新報》除了嚴肅的政論外，還選取了時效性和趣味性兼顧的譯文，對敎育亦起一些作用。《知新報》所涵蓋的知識範圍屬於上層，而且顧及層面從關心世界大事、國計民生，以至個人衛生皆有，可滿足各階層的需求。

## 價格
其創刊列明「每册取費一毫閲一月者五毫全年先交費者四圓半前完者五圓算南洋八圓美洲十圓」。

## 影響
與當時中國報業水準相比，《知新報》可謂當時的優秀報刊，而《知新報》與《時務報》相互呼應，發表維新言論，宣傳變法思想，與愛國救國的熱情分不開。《知新報》除暢銷華南地區，更遠銷日本、越南、新加坡、美國等地，為昔日影響中國華南風氣的大報。即使在百日維新失敗后，其他維新派的報刊被迫終刊，而《知新報》仍繼續出版，乃當時中國唯一仍鼓吹維新變法的報刊。
其意義不僅在於當代人物和社會思潮，而是更深遠的激發後人對國家民族的熱情。由於《知新報》所處的為澳門，獨特的政治背景令言論上得以自由開放，在中國南方起了輿論先鋒的作用，可以“言《時務報》所不敢言”。所以，《知新報》為在中國新聞史亦具有重要的地位。

## 外部連結
- 知新報